# Zigerkrapfen
Zigerkrapfen sind mit gesüsstem Ziger (Molkenkäse) gefüllte, meist rautenförmige Krapfen aus Weizenmehlteigen wie Knetteig, Blätterteig oder Hefeteig.
Zigerkrapfen werden in der Zentralschweiz, der Ostschweiz sowie im Kanton Zürich das ganze Jahr über hergestellt. Der Höhepunkt der Zigerkrapfen ist jedoch an der Chilbi im Herbst und in der Fastnacht im Winter. Zu diesen Zeiten wird der Zigerkrapfen verstärkt in den Bäckereien und Konditoreien angeboten.

## Weblink
- Zigerkrapfen auf der Website Kulinarisches Erbe der Schweiz